# Casa Burés
La casa Burés est un édifice moderniste barcelonais, œuvre de Francesc Berenguer i Mestres.
Il est situé à l'intersection du 30-32 rue Ausiàs Marc et du 12-28 rue de Girone. Il fut construit  entre 1900 et 1905 sur commande de l'industriel textile Francesc Burés i Borràs. En 1910, l'édifice fut agrandi. Des dépendances et services furent ajoutés dans les combles par les propriétaires. Ceux-ci demandèrent un permis pour avoir « l'eau courante et des water-closets »

## Édifice

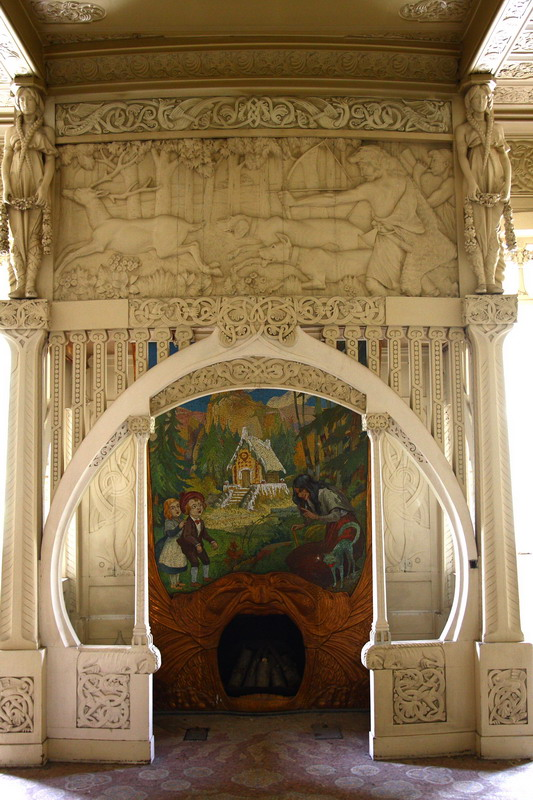
Âtre de la cheminée avec une scène de sorcellerie d'Hänsel i Gretel fait en mosaïques de Gaspar Homar

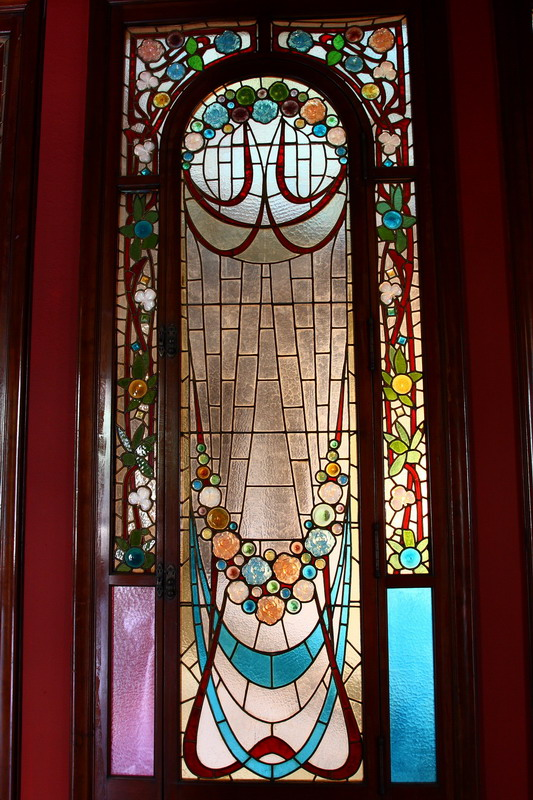
Vitraux de l'appartement principal

L’édifice possède des influences néogothiques et germaniques propres à cette étape du modernisme. Il est formé d'un rez-de-chaussée et de quatre étages, avec un sous-sol et un attique. Le projet, de 7 000 m2 prévoyait sur les deux angles du chanfrein qu'il occupe dans le plan Cerdà, de petites tours circulaires à toit conique ; une seule fut construite. L'autre fut remplacée par un toit similaire à celui de la Casa Antoni Roger d'Enric Sagnier et située en face de façon à obtenir une continuité visuelle La date de fin des travaux est marquée dans cette partie de l'édifice.
De la façade, toute en pierre, il faut noter les décorations, les blocs non polis, les avant-toits, les fers forgés des balcons, et les décorations caractéristiques aux formes courbes, présentes notamment sur les sculptures et ornements des rambardes de l'étage principal, des deux tribunes et des encadrements des balcons.
À l’intérieur, le vestibule d’accès et l'entrée des véhicules sont décorés avec de petits chapiteaux ornés de représentations animales. Au  fond, une sculpture aux dimensions naturelles d'un ours brun embrasse une lampe de laiton au départ de l'escalier monumental qui monte à l'étage principal. Tout l'espace est couvert d'une claire-voie avec un vitrail en couleurs de forme pentagonale de 50 m2.
À l'étage principal sont conservées différentes dépendances avec leur décoration originale (Sols, plafonds et murs). Quant aux sols, ils sont pavés de mosaïque ou de marqueterie, œuvre de Pau Roig, collaborateur d'Homar, à l'exception de la salle-à-manger qui est en marbre, il est cependant possible que ce ne soit pas l'original, puisque son style Art déco est clairement postérieur.
Dans ce appartement se trouvait un petit oratoire à côté de l'entrée qui est dominée par un mur de vitrail aux thèmes floraux et que donnent de l'escalier principal. au  salle-à-manger, qui occupe tout l'espace du chanfrein, où on note les plafonds sculptés d’œuvres de Joan Carreras et Farré avec représentations des sports pratiqués par la bourgeoisie émergente (patinage, voile, cheval, fronton, tir, tennis et automobile). Tous sont  flanqués par des figures féminines modernistes avec un blason. Au plafond entièrement réalisé en plâtre avec des lésènes, des incises et des reliefs aux motifs floraux.
Un autre espace somptueux est la « sala des enfants », un salon de 60 m2. décoré intégralement avec des références à des contes infantiles d'origine germanique. Avec des meubles et des mosaïques de Gaspar Homar et six peintures murales d'Oleguer Junyent, le salon est dominé par une cheminée avec une scène de Hänsel et Gretel faite en mosaïque, en face de laquelle se trouve une structure en bois gravée des bancs à l’intérieur, œuvre de Joan Carreras et Farré. Les mosaïques du sol simulent des flammes sortant de la cheminée.
Les décorations des étages supérieurs sont bien plus simples, bien que certains éléments soient remarquables, comme les sols couverts de mosaïque hydraulique et les rampes en céramiques qui sont complètement conservées dans certains appartements.
C'est un bâtiment représentatif de la « droite de l'Eixample » et un modèle d'immeuble de rapport pensée pour faire vivre les « maîtres » au premier étages et pour louer les étages supérieurs, forme commune de l'architecture de la « ville nouvelle » de la fin du XIXe siècle.

## Histoire
Le bâtiment fut commandé par l'industriel textile  Francesc Burés i Borràs en 1900 pour y accueillir sa résidence, le siège social et les magasins de sa fabrique textile. À la suite de l'éclatement de sa famille en 1905,  Francesc Burés resta l'unique propriétaire du bâtiment jusqu'à sa mort en 1907. Le bâtiment continua d'accueillir le siège social des entreprises textiles issues de la précédente jusqu'à sa fermeture définitive en 1991.
Ces dernières années, la Casa Burés fut utilisée comme lieu de tournage de nombreux films d'époques, le plus connu est Darkness qui fut tourné à l'intérieur du bâtiment.
La mairie de Barcelone acheta la maison le 17 mars 2007 pour 26 millions d'euros afin de la convertir en un centre d’interprétation du modernisme et y accueillir le siège barcelonais du Musée d'Architecture et d'Urbanisme. Nonobstant, le 11 novembre 2008, elle la revendit à la Generalitat de Catalunya, qui avait prévu d'y installer des locaux  administratifs. En octobre 2011 la Generalitat annonça la possibilité de céder le bâtiment pour en faire un hôtel.

## Galerie

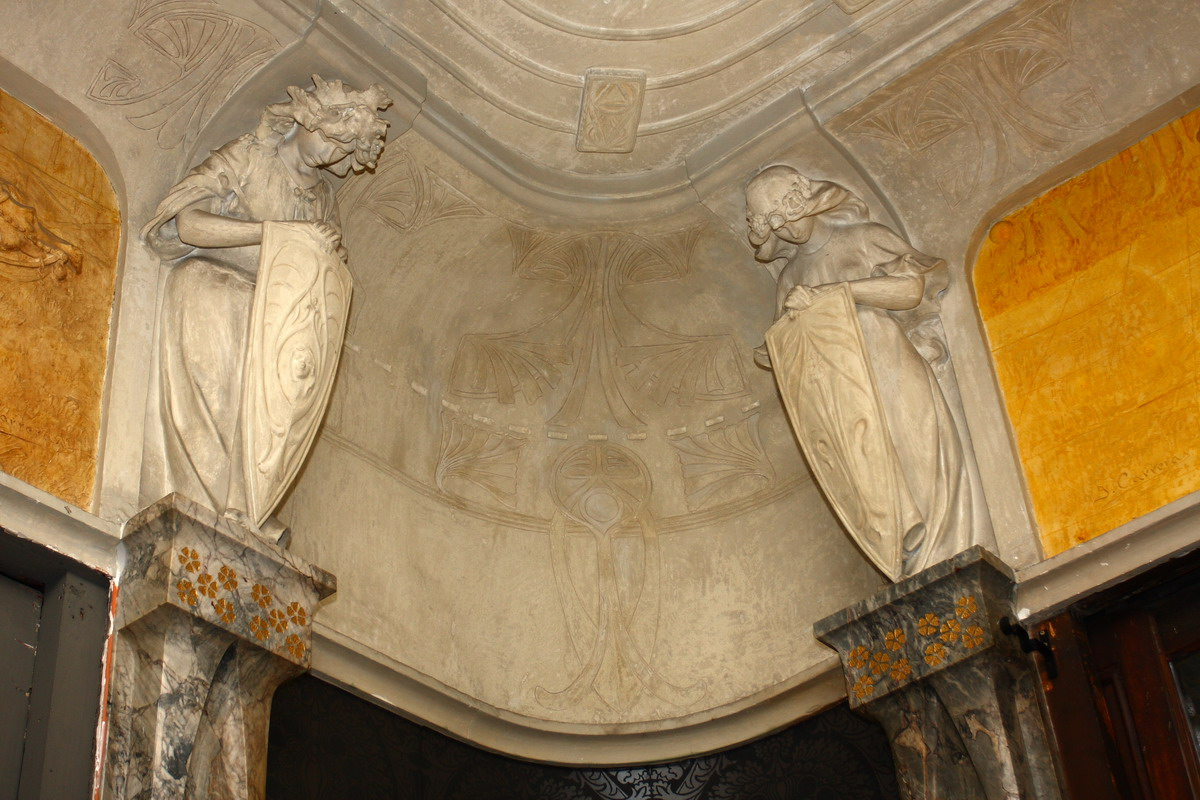
Figures modernistes au plafond de la salle à manger principale
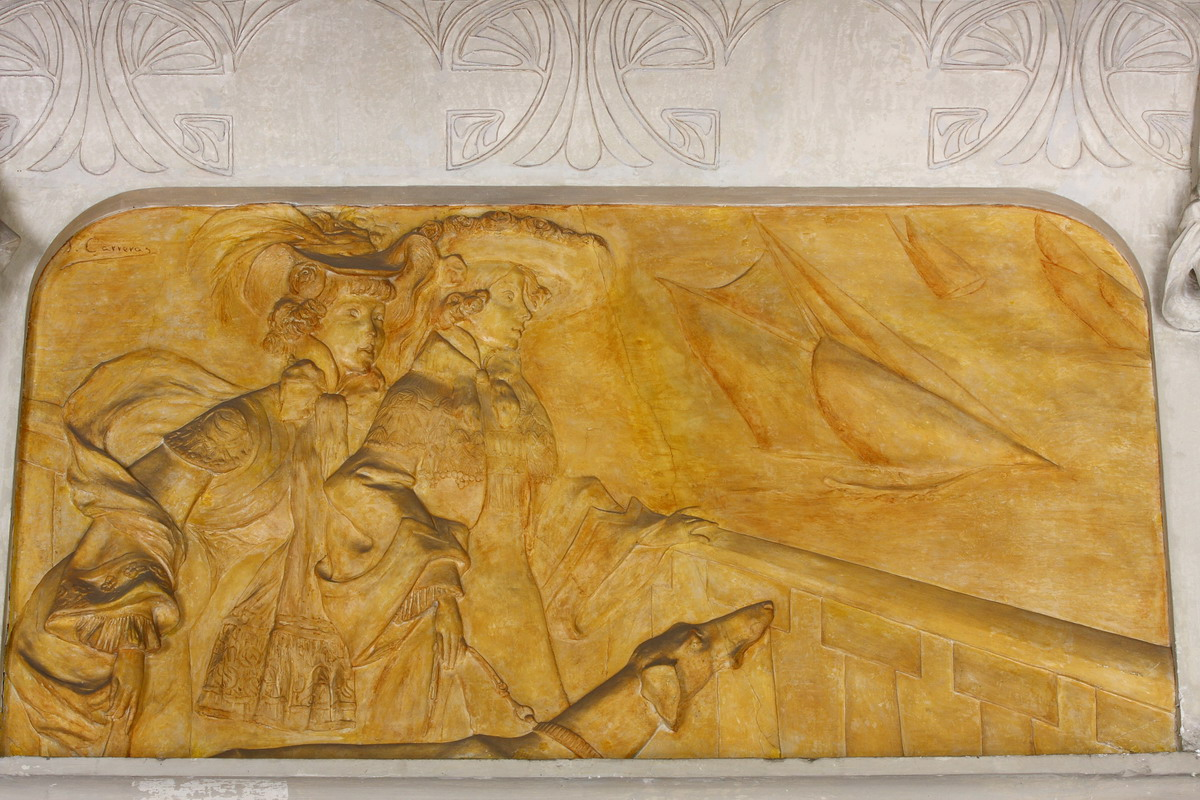
Scultura en bois de Joan Carreras i Farré
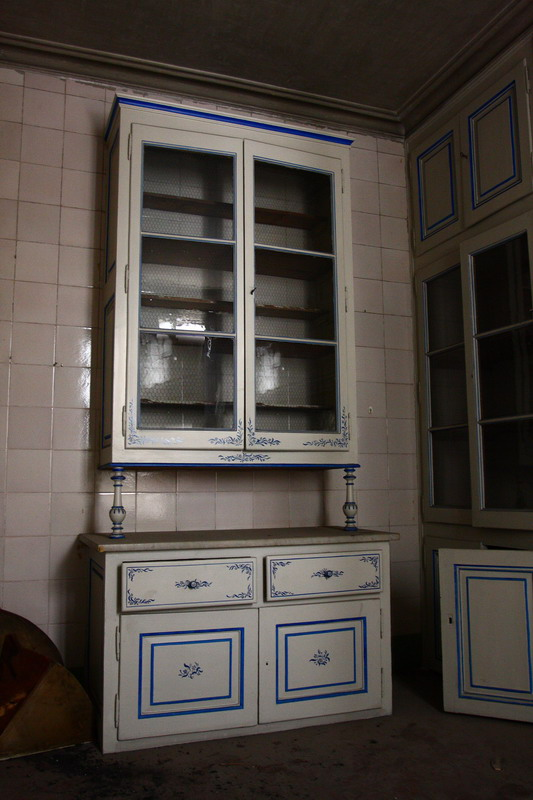
Cuisine du début du XXe siècle
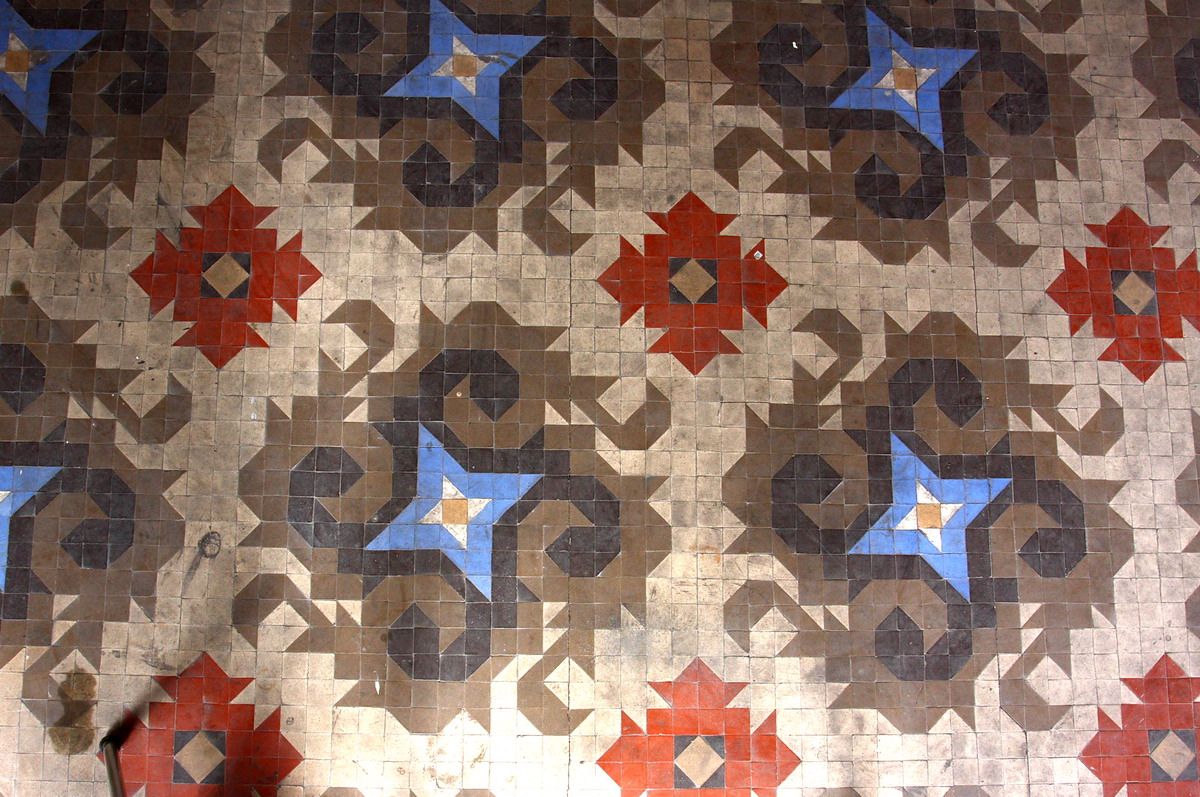
Mosaïque hydraulique du second étage.
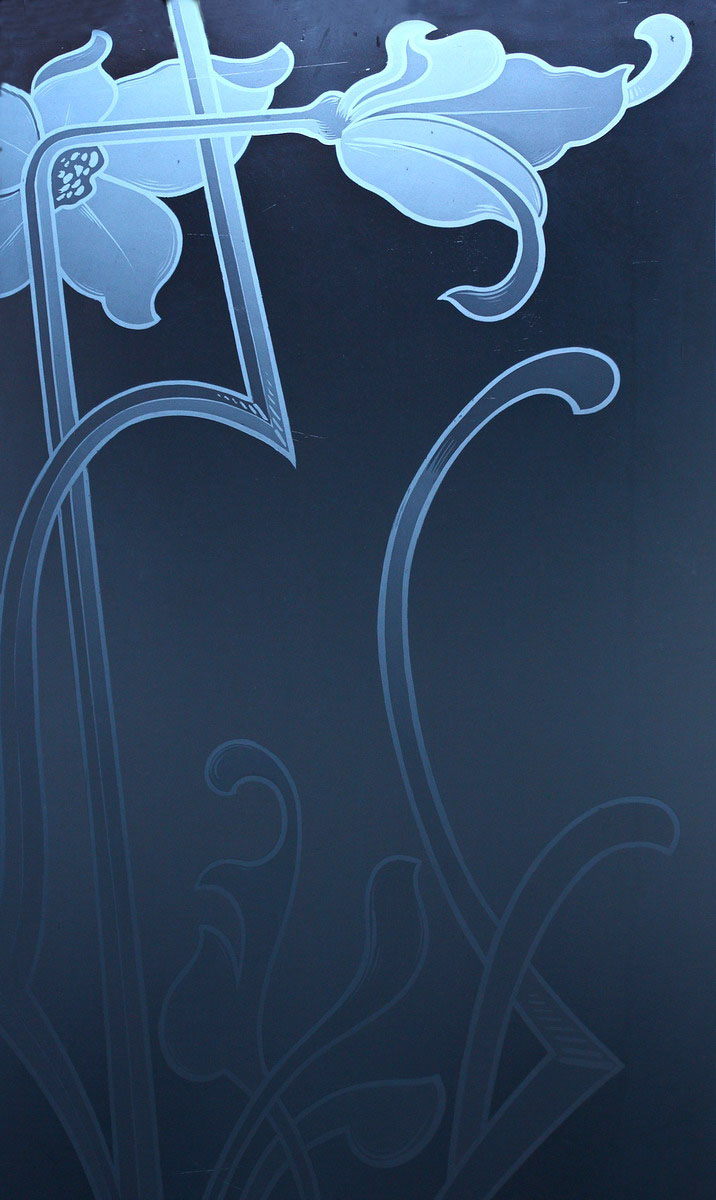
Verre gravé à l'acide sur les fenêtres du patio intérieur.